# Cliza

Cliza är huvudstaden i den bolivianska provinsen Germán Jordán i departementet Cochabamba.